# Thomas Fügmann

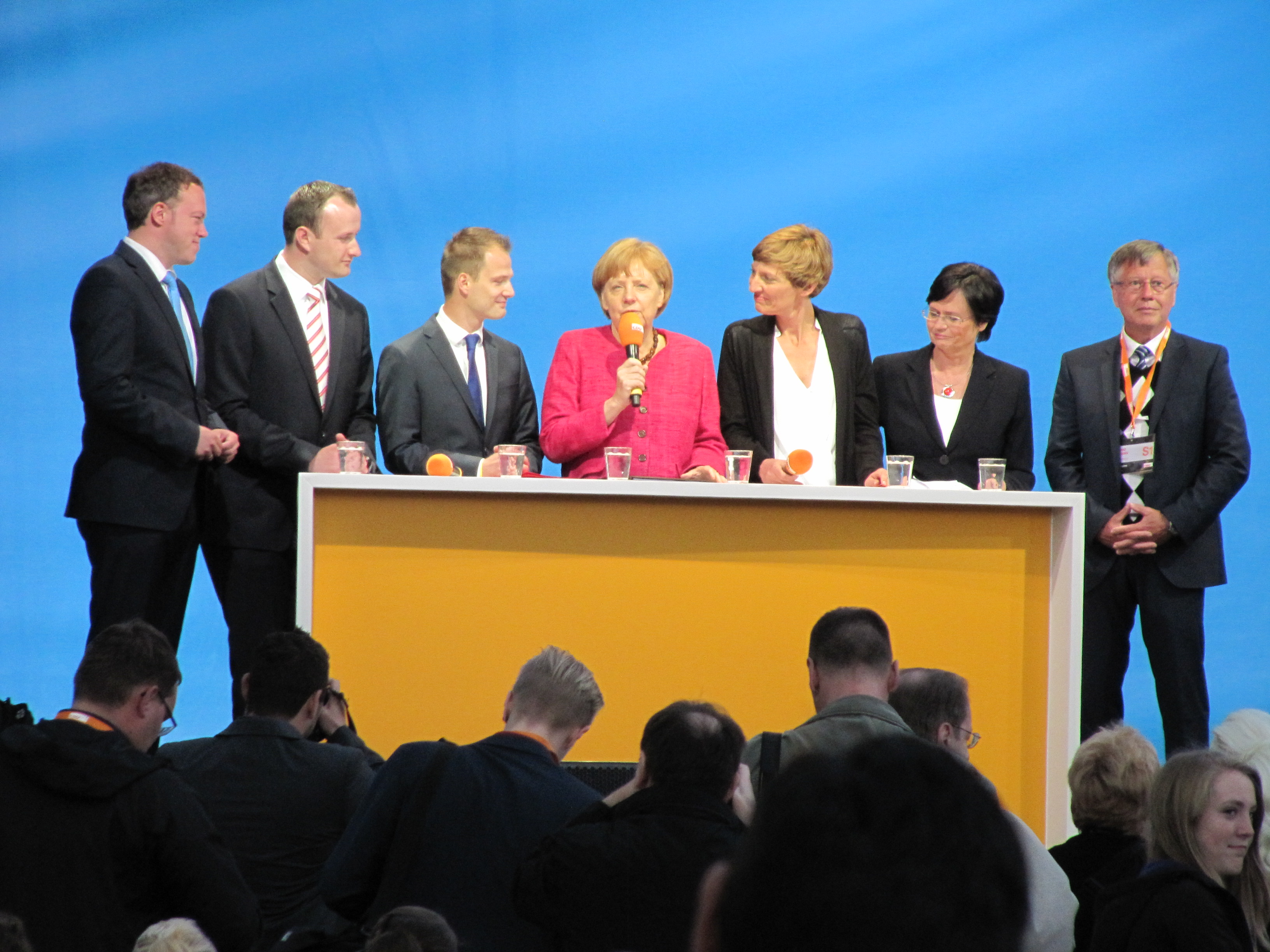
Wahlen zum Thüringer Landtag 2014: Thomas Fügmann (rechts) auf einer CDU-Wahlkampfveranstaltung in Schleiz zusammen mit Bundeskanzlerin Angela Merkel (Mitte) und Ministerpräsidentin Christine Lieberknecht (Zweite von rechts)

Thomas Fügmann (* 16. Juli 1954) ist ein deutscher Politiker (CDU). Er war von 2012 bis 2024 Landrat des Saale-Orla-Kreises.

## Leben
Von 1972 bis 1976 studierte Thomas Fügmann an der Friedrich-Schiller-Universität Jena mit dem Abschluss als Diplomlehrer für Mathematik und Physik. 1990 trat er in die CDU ein. Im Mai 1990 wurde er Mitglied des Kreistags des Saale-Orla-Kreises. Am 29. Januar 2012 setzte sich Thomas Fügmann in einer Stichwahl gegen seinen Amtsvorgänger Frank Roßner (SPD) durch und wurde damit Landrat des Saale-Orla-Kreises. Bei der Landratswahl am 14. Januar 2018 wurde er wiedergewählt.
Thomas Fügmann ist verheiratet und hat zwei Kinder.
Überregionale mediale Aufmerksamkeit erhielt Fügmann im April 2020, als er während der Coronavirus-Pandemie in Deutschland ein Posaunenkonzert besuchte. Via Pressemitteilung verkündete Fügmann später, er habe „als Vertreter des Pandemiestabs des Landratsamtes Saale-Orla“ die Veranstaltung kontrolliert. Der Polizei zufolge war der zivil gekleidete und ohne persönliche Schutzausrüstung anwesende Fügmann dagegen als Besucher anwesend. Für das Konzert lag laut Landratsamt Saale-Orla-Kreis „keine Ausnahmegenehmigung des Landesverwaltungsamts“ vor. Die Staatsanwaltschaft Gera leitete ein Ermittlungsverfahren gegen Fügmann ein. Zuvor hatte Fügmann die Bevölkerung ermahnt, sich angesichts der Kontakt-Beschränkungen unbedingt „an die Vorgaben und Gebote zu halten“ und eine Ausgangssperre gefordert. Das Verfahren wurde im August 2020 eingestellt.